# Alchemilla braun-blanquetii
Alchemilla braun-blanquetii é uma espécie de rosácea do gênero Alchemilla, pertencente à família Rosaceae.